# ジャン1世 (ブロワ伯)
ブロワ伯ジャン1世（フランス語：Jean I, comte de Blois, ? - 1280年5月5日）は、ブロワ伯（在位：1241年 - 1280年）、アヴェーヌ領主。

## 生涯
ジャン1世はサン＝ポル伯ユーグ5世とブロワ女伯マリー・ダヴェーヌの息子である。
1254年、ジャンはブルターニュ公ジャン1世の娘ポン＝アルシー女領主アリックスと結婚し、娘を1人もうけた。
- ジャンヌ（1253年頃 - 1291年） - ブロワ女伯

1256年、親族のシャルトル女伯マティルドが死去し、ジャンがシャルトルを継承し、生前に娘ジャンヌに譲った。
ジャンと妃アリックスはラ・ギシュ修道院を含む宗教的施設をいくつか建設した。
1260年、ジャンはシュジー教区に対し、聖霊降誕祭にジュール（ラグビーの前身）の試合を主催する権利を与えた。これは5世紀以上にわたり行使された権利であった。このことは、他の教区が領主から同様の権利を手に入れる前例となった。
ジャンは1270年にフランスの司令官に任命された。